# Fays-la-Chapelle
Fays-la-Chapelle és un municipi francès situat al departament de l'Aube i a la regió del Gran Est. L'any 2007 tenia 152 habitants.

## Demografia

### Població
El 2007 la població de fet de Fays-la-Chapelle era de 152 persones. Hi havia 56 famílies de les quals 12 eren unipersonals (12 dones vivint soles i 12 dones vivint soles), 20 parelles sense fills i 24 parelles amb fills.
La població ha evolucionat segons el següent gràfic:
Habitants censats

### Habitatges
El 2007 hi havia 62 habitatges, 59 eren l'habitatge principal de la família i 4 estaven desocupats. Tots els 62 habitatges eren cases. Dels 59 habitatges principals, 56 estaven ocupats pels seus propietaris i 3 estaven cedits a títol gratuït; 2 tenien dues cambres, 5 en tenien tres, 16 en tenien quatre i 36 en tenien cinc o més. 53 habitatges disposaven pel capbaix d'una plaça de pàrquing. A 25 habitatges hi havia un automòbil i a 30 n'hi havia dos o més.

### Piràmide de població
La piràmide de població per edats i sexe el 2009 era:
| Homes | Edats   | Dones |
| ----- | ------- | ----- |
| 0     | 95 o +  | 0     |
| 4     | 90 a 94 | 4     |
| 0     | 85 a 89 | 0     |
| 4     | 80 a 84 | 4     |
| 0     | 75 a 79 | 0     |
| 4     | 70 a 74 | 0     |
| 0     | 65 a 69 | 4     |
| 4     | 60 a 64 | 0     |
| 8     | 55 a 59 | 8     |
| 4     | 50 a 54 | 0     |
| 8     | 45 a 49 | 0     |
| 12    | 40 a 44 | 0     |
| 4     | 35 a 39 | 16    |
| 0     | 30 a 34 | 0     |
| 8     | 25 a 29 | 4     |
| 0     | 20 a 24 | 0     |
| 4     | 15 a 19 | 0     |
| 4     | 10 a 14 | 0     |
| 8     | 5 a 9   | 8     |
| 8     | 0 a 4   | 0     |

## Economia
El 2007 la població en edat de treballar era de 88 persones, 71 eren actives i 17 eren inactives. De les 71 persones actives 62 estaven ocupades (34 homes i 28 dones) i 9 estaven aturades (1 home i 8 dones). De les 17 persones inactives 4 estaven jubilades, 9 estaven estudiant i 4 estaven classificades com a «altres inactius».

### Ingressos
El 2009 a Fays-la-Chapelle hi havia 58 unitats fiscals que integraven 158 persones, la mediana anual d'ingressos fiscals per persona era de 15.853 €.

### Activitats econòmiques
Dels 3 establiments que hi havia el 2007, 1 era d'una empresa de construcció i 2 d'empreses classificades com a «altres activitats de serveis».
Dels 2 establiments de servei als particulars que hi havia el 2009, 1 era un electricista i 1 perruqueria.

## Poblacions més properes
El següent diagrama mostra les poblacions més properes.